# Palmitinsav
A palmitinsav (vagy hexadekánsav) egy nagy szénatomszámú karbonsav, zsírsav. Fehér színű kristályokat alkot. Vízben gyakorlatilag oldhatatlan. Hideg alkoholban is rosszul oldódik, de meleg alkohol és dietil-éter jól oldja. A természetben elterjedt, majdnem minden zsír felépítésében részt vesz. A sóit és észtereit palmitátoknak nevezik.

## Kémiai tulajdonságai
A redukciójakor cetil-alkohol keletkezik.

## Előfordulása a természetben
A természetben az észterei nagy mennyiségben megtalálhatók. A glicerinnel alkotott észterei (a sztearinsav mellett) fontos összetevői a növényi olajoknak (például pálmaolaj, kókuszolaj) és az állati zsíroknak. A miricilésztere megtalálható a méhviaszban, a cetilésztere (cetil-alkohollal alkotott észtere) a cetvelőben fordul elő. A pálmaolaj kis mennyiségben szabad palmitinsavat is tartalmaz.

## Előállítása
Legegyszerűbben a pálmaolaj hidrolízisével nyerhető. Az ekkor keletkező karbonsavak 40-45%-a palmitinsav.

## Felhasználása
A palmitinsav kiindulási anyag a palmitátok előállításánál, amelyeket szövetek beitatására, illetve gép- és kenőolajok készítéséhez használják. A palmitátokat a kozmetikában is alkalmazzák.
Alumínium- vagy nátriumsója a napalm egyik alkotója.